# لایلا پوللینن
لایلا آنْنیکی پولْلینِن -رامسی (زاده ۲۱ ژوئیه ۱۹۳۳ در تریوکی – ۴ نوامبر ۲۰۱۵ در هلسینکی) هنرمند و مجسمه‌ساز فنلاندی بود. آثار او نمونه ای از مدرنیسم، به ویژه مدرنیسم کلاسیک در مجسمه‌سازی است. او یکی از معدود هنرمندان زن فنلاندی بود که به شهرت بین‌المللی دست یافت. او همچنین اولین رئیس زن اتحادیه مجسمه سازان فنلاند بود.

## پیشینه
پولْلینِن از ۱۹۵۳ تا ۱۹۵۶ در دانشکده هنرهای زیبا، هلسینکی و از ۱۹۶۱تا ۱۹۶۲ در آکادمی هنرهای زیبای رم تحصیل کرد. او از اواخر دهه ۱۹۵۰ شروع به نمایش آثار خود در نمایشگاه‌های بین‌المللی کرد. در فنلاند ده‌ها نمونه از مجسمه‌های او را می‌توان در تزئین مکان‌های عمومی مانند فرودگاه هلسینکی-وانتا یافت. در سال ۱۹۶۸ نشان شیر فنلاند به او اعطا شد.

## سبک
پولینن در هنر خود اغلب از مواد سنتی مانند سنگ و برنز استفاده می‌کرد، اما گاهی اوقات می‌توانست روش‌های بسیار بدیع مجسمه‌سازی را امتحان کند. به عنوان مثال، او از مواد منفجره برای مجسمه‌سازی نقش برجسته برای اکسپو ۶۷ در مونترال، کبک، کانادا استفاده کرد. او به عنوان یک شخصیت با اراده و جمعی شناخته می‌شد.